# 藏原羚
藏原羚（學名：Procapra picticaudata），别名西藏瞪羚，是羚羊的一种，分布在青藏高原，少量生活在拉达克地区。肩高45-60 cm，体重11-20千克。仅雄性有角，尖端很细，带环。较长约35厘米。脸上没有很明显的斑纹。毛色为灰白色，腹部白色。在12月交配，雌性在5月产仔。
藏原羚被列为中国国家二级重点保护野生动物，并被中国脊椎动物红皮书评为近危。